# Pseudochthonius heterodentatus
Pseudochthonius heterodentatus es una especie de arácnido  del orden Pseudoscorpionida de la familia Chthoniidae.

## Distribución geográfica
Se encuentra en la Isla Trinidad (Trinidad y Tobago).